# Epidius longipalpis
Epidius longipalpis är en spindelart som beskrevs av Tord Tamerlan Teodor Thorell 1877. Epidius longipalpis ingår i släktet Epidius och familjen krabbspindlar. Inga underarter finns listade i Catalogue of Life.